# St. Johannes der Täufer (Kleinlüder)
| St. Johannes der Täufer, Kleinlüder |                       |
|                                     |                       |
| Ort                                 | Kleinlüder            |
| Konfession                          | römisch-katholisch    |
| Diözese                             | Fulda                 |
| Patrozinium                         | Johannes der Täufer   |
| Baujahr                             | 1910/12 Turm vor 1656 |
| Bautyp                              | Kreuzkirche           |
| Funktion                            | Filialkirche          |

Koordinaten: 50° 32′ 58″ N, 9° 30′ 57″ O
Die Johanneskirche Kleinlüder ist eine römisch-katholische Filialkirche in Kleinlüder, Gemeinde Großenlüder im osthessischen Landkreis Fulda. Sie gehört zum Bistum Fulda.
Seit dem 1. Januar 2025 gehört sie zur Pfarrei Heilig Kreuz im Fuldaer Land.
Das Kirchengebäude steht in der Gemeindestraße Gerkecke 2, unweit der L 3139.
Die Kirche steht unter dem Patrozinium Johannes des Täufers. Sein Gedenktag ist der 24. Juni, der Johannistag.

## Geschichte der Kirche und der Pfarrei

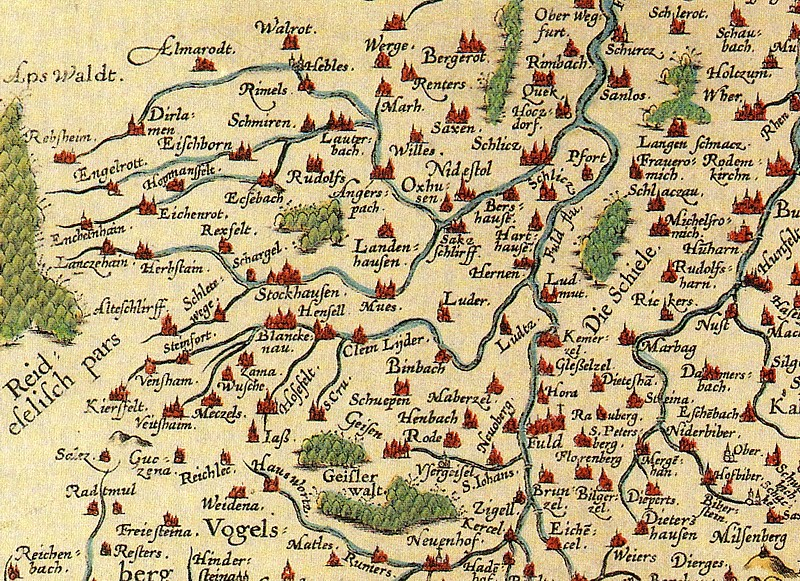
Lage von Clein Lijder und S. Cruz. (Kleinheiligkreuz) auf der Karte des Hochstifts Fulda von 1574

Kleinlüder gehörte nach der Gründung des Klosters Fulda (744) zu der zwischen 812 und 822 unter den Äbten Ratgar oder Eigil gegründeten Eigenkirche Großenlüder, die wiederum zum Archidiakonat des Propstes von St. Johann in Mainz der Kirchenprovinz Mainz zählte. Es wurde erstmals in einer Urkunde aus dem Jahre 953 im Zusammenhang mit einer Schenkung an Großenlüder erwähnt.
Eine bereits erwähnte mittelalterliche Kapelle zählte somit zum Kloster Fulda.
„Clein Lijder“ (Kleinlüder) und „S. Cruz“ (Kleinheiligkreuz) wurden bereits auf einer Landkarte des Hochstifts Fulda von 1574 dargestellt und erwähnt. Bereits 1656 wurde unter dem Fuldaer Fürstabt Joachim Graf von Gravenegg eine Kapelle zu Ehren Johannes des Täufers genannt, die an den bereits vorhandenen Wehrturm angebaut wurde. Das Innere des Wehrturms wurde als Altarraum genutzt. Die Kapelle war zu dieser Zeit Filialkirche von Großenlüder. Nach der Säkularisation  des Klosters Fulda 1803 blieb 1812 Kleinlüder weiterhin Tochterkirche von Großenlüder.

## Architektur
Die Kirche ist im Stil der Neuromanik an einen mittelalterlichen aus Bruchsteinen aufgemauerten Wehrturm angebaut und ist hell verputzt.
Alle Gliederungselemente, die Strebepfeiler, die Gewände des Portals und der Fenster sowie Dachgesimse, Sockelgurte und Treppenstufen zu Haupt- und Nebenportalen sind aus rötlichen oder grauem Sandstein gefertigt.
Den Grundriss bildet ein Kreuz mit niedrigeren Anbauten in den Kreuzwinkeln.
Im Dreiecksgiebel der Fassade öffnen sich zwei Rundbogenfenster, die eine in einer Nische mit Baldachin postierte Heiligenfigur des Hl. Johannes des Täufers flankieren. Der Giebel selbst wird durch ein griechisches Kreuz bekrönt.
Das mit Tonziegeln gedeckte Dach ist in Ost-West-Richtung über drei Kreuzkuppelgewölbe mit schmalen Graten und kleinem Schlussstein gespannt. Die vier Eckanbauten sind ebenfalls mit Kreuzgewölben überspannt.
Der Chorbogen war in seinem Ursprungszustand mit ornamentalen und figürliche Malereien des Jugendstils dekoriert.
Die schmale Empore aus der Bauzeit wurde in den 1960er Jahren erweitert. Zur Empore führt eine Wendeltreppe aus Sandstein.

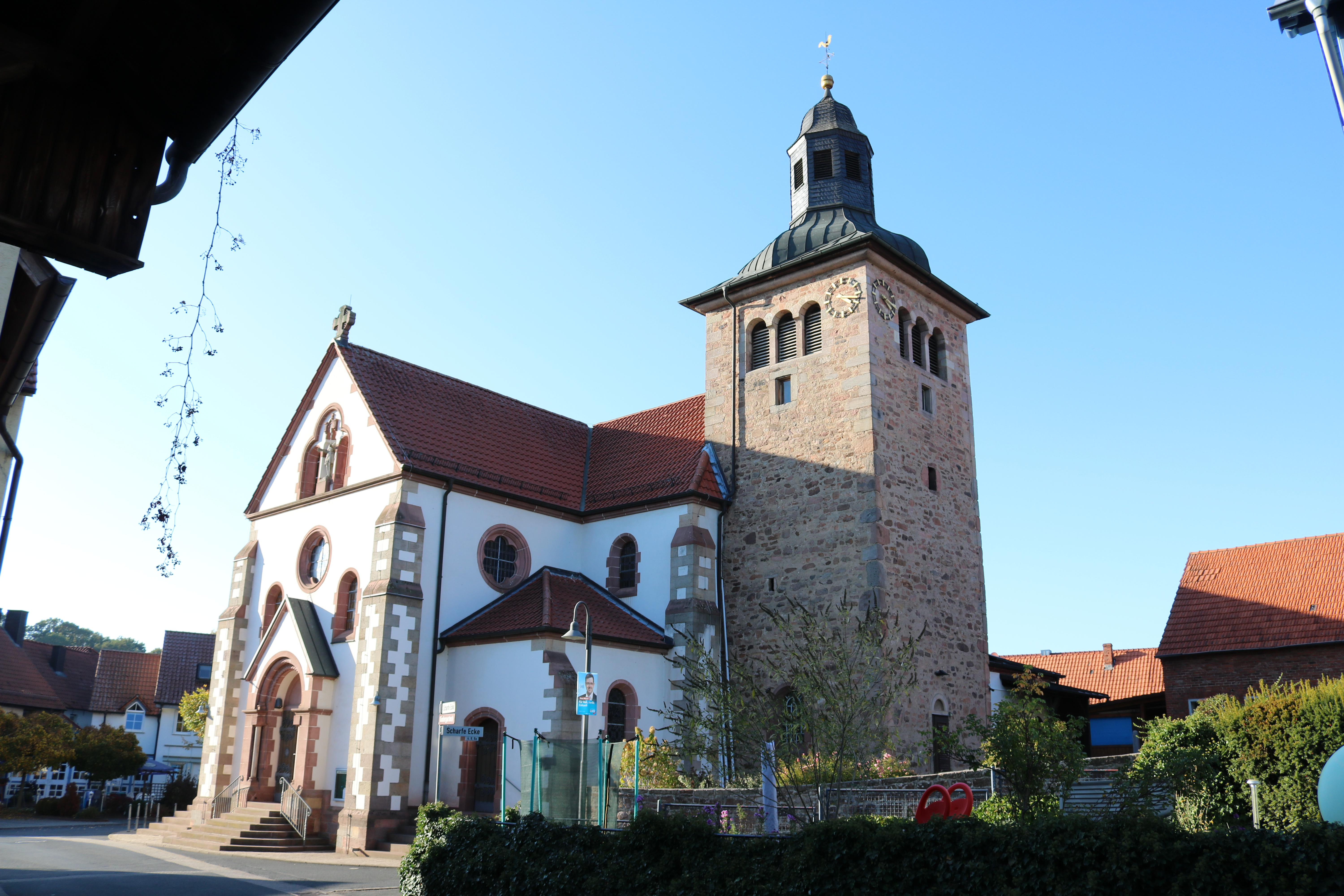
Der ehemalige Wehrturm der Kirche aus dem 13. Jahrhundert

Im Jahre 1815 wurde am Friedhof Kleinlüder hinter der alten Kapelle ein Friedhofskreuz errichtet. Das Postament trug auf einer mit Blattranken und vier Rosen verzierten Platte die in den Stein gehauene Stifterinschrift:
Nur süße Ruhe find ich hier O herr zu deinen Füßen Drum will ich wann du willst mit dir Mein Leben auch beschliesen 1815.
Darunter stand der Name die Stifterin: Anna Maria Mathes. Das Kreuz wurde 1963 im Zusammenhang mit dem Bau des Pfarrhauses an die Bonifatiusbuche bei der Wallfahrtskirche Kleinheiligkreuz versetzt.

### Umpfarrung
1840 wurde Kleinlüder von der Pfarrei Großenlüder abgetrennt und der Pfarrei St. Simon und Judas in Blankenau zugeordnet.
1841 wurde die damalige Kapelle renoviert. Die Firstrichtung der Kapelle verlief parallel zur Straße. Der Wehrturm hatte ein Pyramidenspitzdach.
Am 17. Mai 1894 wurde ein Kirchenbaufonds gegründet; finanzieller Grundstock war ein Legat des von dem am 1. August 1892 verstorbenen Pfarrer Kalb.
Am 6. Januar 1905 beschlossen Kirchenvorstand und Gemeindevertretung von Kleinlüder den Neubau einer Kirche.

### Neubau der Kirche

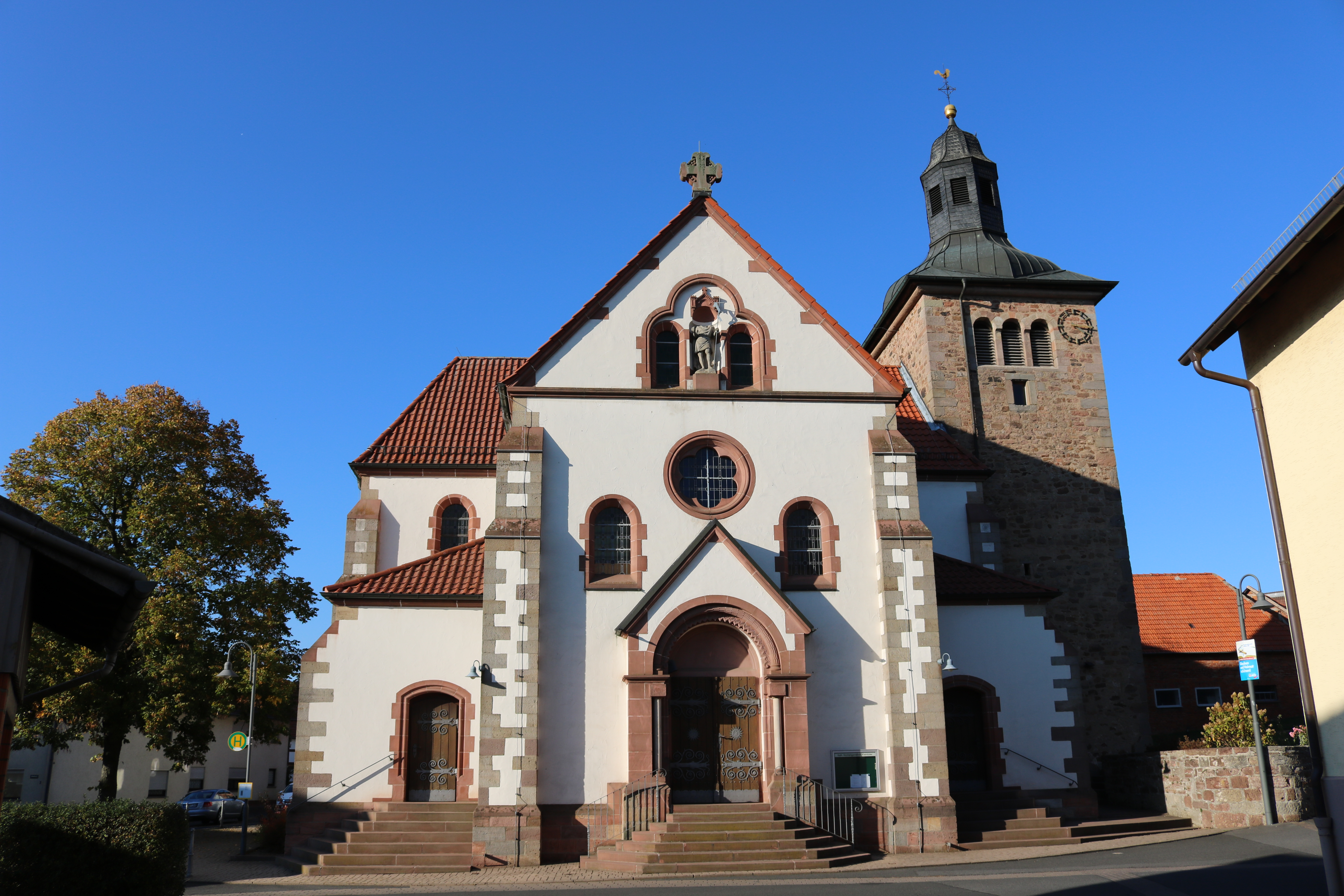
Die heutige Kirche

Mit der Planung sollte 1905 der Paderborner Diözesanbaumeister Architekt Arnold Güldenpfennig beauftragt werden. Am 12. März 1910 und am 15. April wurde die Bauplanung durch Fuldaer Architekt Hermann Mahr, Fulda vorgelegt und am 12. Mai 1910 vom Kreisbauamt in Fulda genehmigt. Am 5. Juni 1910 wurde die Kirche profaniert. Der Bau begann am 7. Juni 1910 durch die Firma Sturmius Grosch aus Fulda, die Grundsteinlegung erfolgte am 24. Juli 1910. Am 8. Mai 1912 weihte Bischof Joseph Damian Schmitt die Pfarrkirche.

## Orgel
Das Gotteshaus verfügt über eine Orgel der Gebr. Späth Orgelbau.

## Glocken
Die St.-Johannes-Kirche besitzt ein Viergeläut, welches sich in der Glockenstube des Glockenturms des ehemaligen Wehrturmss befindet.

### Einrichtung einer Lokalkaplanei

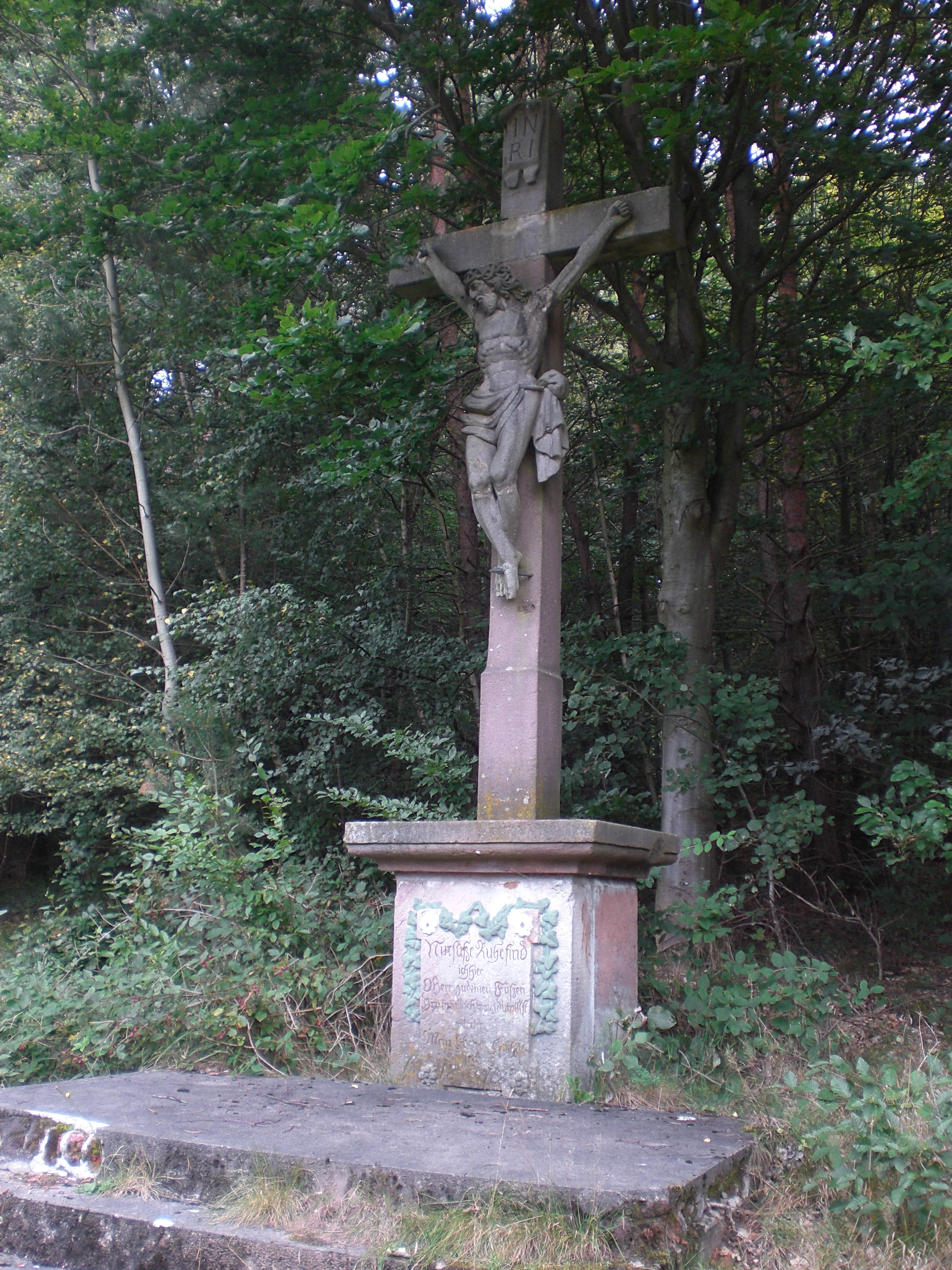
Ehemaliges Friedhofskreuz an der Bonifatiusbuche bei Kleinheiligkreuz. Das Hochkreuz ist wegen Restaurierungsarbeiten z. Zt. abgebaut (2020)

1960 erhielt das Dorf unter Bischof Joseph Damian Schmitt eine Lokalkaplanei. Im Jahre 1961 wurde das heutige Pfarrhaus auf einem Teil des ehemaligen Friedhofes errichtet. Das Friedhofskreuz auf dem alten Wehrfriedhof wurde hinter die Wallfahrtskirche Kleinheiligkreuz in die Nähe der
Bonifatiusbuche versetzt.
1962 wurde die 1348 erstmals urkundlich erwähnte Wallfahrtskirche Kleinheiligkreuz von der 1731 gegründeten Pfarrei Giesel der Pfarrei St. Johannes Kleinlüder zugeordnet.
Am 1. Oktober 1963 wurde die Kirchengemeinde unter dem Fuldaer Bischof Adolf Bolte selbstständige Pfarrkuratie. Mit Wirkung vom 1. März 2001 wurde der Franziskaner Ordenspriester Ljubo Lebo von Blankenau zum neuen Seelsorger der Pfarrei ernannt.
2003 wurde durch Bischof Heinz Josef Algermissen der demografisch bedingte pastorale Prozess im Bistum Fulda angestoßen, von dem Kleinlüder ebenfalls betroffen war. Seit dem 29. November 2011 gehört Kleinlüder dem Pastoralverbund „Kleinheiligkreuz“ an.